# Iscor Newcastle Classic
De Iscor Newcastle Classic was een golftoernooi in Zuid-Afrika, dat deel uitmaakte van de Southern Africa Tour (later als de Sunshine Tour). Het toernooi werd opgericht in eind de jaren 1980 en het vond telkens plaats op de Iscor Newcastle Golf Club in Newcastle.
De laatste editie van dit toernooi stond op de kalender van de Southern Africa Tour-seizoen 1996/1997.

## Winnaars
| Jaar | Winnaar          | Score | Score | Info                             |
| ---- | ---------------- | ----- | ----- | -------------------------------- |
| 1989 | Des Terblanche   | ?     | ?     |                                  |
| 1990 | ?                | ?     | ?     | ?                                |
| 1991 | Retief Goosen    | ?     | ?     |                                  |
| 1992 | Derek James      | 202   | –14   | [ 1 ]                            |
| 1993 | Brett Liddle     | ?     | ?     |                                  |
| 1994 | Ian Hutchings    | ?     | ?     |                                  |
| 1995 | Steve van Vuuren | 205   | –11   | [ 2 ]                            |
| 1996 | John Nelson po   | 206   | –10   | Won de play-off van John Mashego |

Amatola Sun Classic · Atlantic Beach Classic · Bell's Player Championship · Bloemfontein Classic · Botswana Open · Bushveld Classic · Canon Classic · Coca-Cola Charity Championship · Cock of the North · Devonvale Classic · Emfuleni Classic · Eskom Power Cup · General Motors Open · Goldfields Powerade Classic · Goodyear Classic · Graceland Challenge · Highveld Classic · ICL International · Iscor Newcastle Classic · Kalahari Classic · Limpopo Classic · Lombard Tyres Classic · Mafunyane Trophy · Mercedes Benz Golf Challenge · Mount Edgecombe Trophy · Namibië Open · Namibia PGA Championship · Nashua Wild Coast Sun Challenge · Natal Open · Nelson Mandela Invitational · Northern Cape Classic · Observatory Classic · Palabora Classic · Parmalat Classic · Radio Algoa Challenge · Randfontein Classic · Rhodesian Masters · Riviera Resort Classic · Royal Swazi Sun Classic · Seekers Travel Pro-Am · South African Masters · South African Match Play Championship · South African Pro-Am Invitational · Spoornet Classic · Sun Coast Classic · Transvaal Open · Vodacom Golf Championship · Vodacom Open · Vodacom Players Championship · Vodacom Series · Vodacom Trophy · Western Cape Classic · Western Province Open